# Razorblade Romance
Razorblade Romance es el segundo álbum de estudio de HIM, publicado el 19 de diciembre de 1999 en Finlandia y el 24 de enero en el resto de Europa, excepto el Reino Unido, dónde fue publicado el 15 de mayo de 2000. Está producido por John Fryer y distribuido por BMG. Todas las canciones y letras del álbum están compuestas por Ville Valo, menos la versión de Chris Isaak, Wicked Game.
HIM inicialmente comenzó a grabar el álbum con el productor Hiili Hiilesmaa, quien había dirigido el álbum debut del grupo en 1997, sin embargo HIM se separó de Hiilesmaa y reclutó a John Fryer. La banda, junto con Fryer, se trasladaron a Rockfield Studios en Gales para comenzar a grabar y lanzaron el álbum el 24 de enero de 2000. Musicalmente, el álbum presentó una producción más elegante y un sonido más melódico en comparación con su debut. El sencillo principal del álbum, "Join Me in Death", resultaría ser el sencillo de HIM, alcanzando el número uno en Finlandia y Alemania. La canción también llegó a la banda sonora de la película de ciencia ficción de 1999 The Thirteenth Floor.
Razorblade Romance recibió críticas en su mayoría positivas de los críticos, con elogios particulares a la composición, mientras que la producción más pulida recibió algunas críticas. El álbum también llegó a las listas de seis países, alcanzando el número uno en Finlandia, Alemania y Austria, y luego fue doble platino, triple oro y oro respectivamente. Razorblade Romance también llegaría a las listas de éxitos en los Estados Unidos en enero de 2004, convirtiéndose en el primer álbum de la banda en aparecer en los Estados Unidos. HIM también ganó el "Álbum del año" en los Premios Emma 2000, así como también fue galardonado en los Premios IFPI Platinum Europe de 2004. Se lanzaron tres sencillos más del álbum, dos de los cuales alcanzaron el número uno en Finlandia. Razorblade Romance fue seguido por una intensa gira de apoyo, que casi resultó en la ruptura de la banda. El álbum también fue el primero de HIM en presentar al batería Mika "Gas Lipstick" Karppinen, y el único en presentar al tecladista Jussi-Mikko "Juska" Salminen.

## Características
Este es el álbum que hizo famoso a HIM en Europa gracias a su single Join Me in Death, que aparece en la banda sonora de The Thirteenth Floor. Alcanzó el número 1 en Alemania, siendo disco de platino, y fue el sencillo con mayor número de ventas en la historia de la música finlandesa.
Razorblade Romance fue lanzado en Estados Unidos bajo el seudónimo HER, puesto que había una banda de jazz en Chicago llamada HiM y no quisieron ceder los derechos de su nombre, HIM compró los derechos del nombre y ahora pueden publicar con su nombre. Los álbumes americanos fueron publicados por Jimmy Franks Recording Company, dirigida por Jimmy Pop, cantante de la banda de Pensilvania The Bloodhound Gang. Publicaron bajo el nombre de HER por la zona de Boston, y una vez comprados los derechos de su nombre, lo relanzaron bajo el nombre de HIM con Universal Records.
Junto con el álbum Love Metal, este es uno de los preferidos del grupo. Según Ville Valo, es un álbum que se debe escuchar un viernes por la tarde a todo volumen.

## Lista de canciones
- Edición original

| Razorblade Romance |                                   |          |  |
| N.º                | Título                            | Duración |  |
| 1.                 | «I Love You (Prelude to Tragedy)» | 3:10     |  |
| 2.                 | «Poison Girl»                     | 3:51     |  |
| 3.                 | «Join Me in Death»                | 3:36     |  |
| 4.                 | «Right Here in My Arms»           | 4:02     |  |
| 5.                 | «Gone with the Sin»               | 4:21     |  |
| 6.                 | «Razorblade Kiss»                 | 4:20     |  |
| 7.                 | «Bury Me Deep Inside Your Heart»  | 4:16     |  |
| 8.                 | «Heaven Tonight»                  | 3:19     |  |
| 9.                 | «Death Is in Love with Us»        | 2:58     |  |
| 10.                | «Resurrection»                    | 3:39     |  |
| 11.                | «One Last Time»                   | 5:10     |  |
| 12.                | «Sigillum Diaboli»                | 3:53     |  |
| 13.                | «The 9th Circle (OLT)»            | 5:09     |  |
| 51:44              |                                   |          |  |

- Lista de canciones de la edición británica

| N.º | Título                           | Duración |  |
| 1.  | «Your Sweet 666»                 | 3:57     |  |
| 2.  | «Poison Girl»                    | 3:51     |  |
| 3.  | «Join Me in Death»               | 3:36     |  |
| 4.  | «Right Here in My Arms»          | 4:02     |  |
| 5.  | «Bury Me Deep Inside Your Heart» | 4:16     |  |
| 6.  | «Wicked Game»                    | 4:05     |  |
| 7.  | «I Love You»                     | 3:10     |  |
| 8.  | «Gone with the Sin»              | 4:21     |  |
| 9.  | «Razorblade Kiss»                | 4:20     |  |
| 10. | «Resurrection»                   | 3:39     |  |
| 11. | «Death Is in Love With Us»       | 2:58     |  |
| 12. | «Heaven Tonight»                 | 3:19     |  |

- Lista de canciones de la edición estadounidense

| N.º | Título                                                   | Duración |  |
| 1.  | «Your Sweet 666 (grabación de 2000)»                     | 3:57     |  |
| 2.  | «Poison Girl»                                            | 3:51     |  |
| 3.  | «Join Me in Death (Razorblade Mix)»                      | 3:36     |  |
| 4.  | «Right Here in My Arms»                                  | 4:02     |  |
| 5.  | «Bury Me Deep Inside Your Heart»                         | 4:16     |  |
| 6.  | «Wicked Game (grabación de 2000) (cover de Chris Isaak)» | 4:05     |  |
| 7.  | «I Love You»                                             | 3:10     |  |
| 8.  | «Gone with the Sin»                                      | 4:21     |  |
| 9.  | «Razorblade Kiss»                                        | 4:20     |  |
| 10. | «Resurrection»                                           | 3:39     |  |
| 11. | «Death Is in Love With Us»                               | 2:58     |  |
| 12. | «Heaven Tonight»                                         | 3:19     |  |
| 13. | «Sigillum Diaboli»                                       | 3:53     |  |
| 14. | «One Last Time»                                          | 5:10     |  |

- Lista de canciones bajo el nombre de HER

1. "Your Sweet 666" - 3:56
2. "Poison Girl" - 3:50
3. "Join Me in Death" (Razorblade Mix) - 3:38
4. "Right Here in My Arms" - 4:03
5. "Bury Me Deep Inside Your Heart" - 4:16
6. "Wicked Game" - 4:05 (cover de Chris Isaak)
7. "I Love You (Prelude to Tragedy)" - 3:09
8. "Gone With the Sin" - 4:21
9. "Razorblade Kiss" - 4:18
10. "Resurrection" - 3:39
11. "Death Is in Love with Us" - 2:57
12. "Heaven Tonight" - 3:21
13. "Sigillum Diaboli" - 3:54
14. "The 9th Circle" - 5:09
15. "One Last Time" - 5:09

## Producción
El sello discográfico de la banda, BMG, pronto decidió que el próximo álbum de HIM debería grabarse en el extranjero con un productor conocido. La banda finalmente se decidió por John Fryer, que había trabajado anteriormente con Nine Inch Nails y Cradle of Filth, entre otros, y voló a Rockfield Studios en Gales para comenzar a grabar su álbum.
Las dos primeras canciones que se grabaron fueron "I Love You (Prelude to Tragedy)" y "Poison Girl", que Fryer comenzó a mezclar desde el principio mientras la banda se iba de gira. Cuando regresaron, la banda encontró que las mezclas iniciales eran horribles, que luego descubrieron que eran obra de Per Kviman, quien había estado instruyendo a Fryer sobre cómo mezclar las canciones. Después de soltar a Kviman, HIM continuó grabando, y Valo luego comentó que las sesiones de estudio fueron "en general increíblemente divertidas". Dijo: "Fue muy divertido salir de esos círculos familiares y solo concentrarse en el álbum, y no preocuparse por nada más. También se sintió genial que la banda estuviera junta todo el tiempo".
Una vez terminada la grabación, Fryer y Valo volaron a Finlandia donde, con la ayuda de Risto Hemmi de Finnvox, finalmente pudieron mezclar el disco. Las mezclas iniciales se lanzaron más tarde en los álbumes Uneasy Listening, así como en la edición remasterizada de Razorblade Romance de 2014 como las versiones "Rockfield Madness" y "Strongroom Sessions", respectivamente. Después de terminar la mezcla, las cintas fueron trasladadas a Sterling Sound en Nueva York, donde fueron masterizadas por George Marino. Valo inicialmente quería que el álbum se llamara Goth 'n' Roll, pero BMG se negó, prefiriendo el título previamente sugerido Razorblade Romance. La portada fue diseñada por Janne Uotila con fotografías de Jouko Lehtola.

## Música y letras
El sonido general de Razorblade Romance presenta menos enfoque en la guitarra que el debut de la banda, a favor de un sonido más elegante y melódico, influenciado por la música de la década de 1980. "I Love You (Prelude to Tragedy)" Valo describió la canción como una "introducción apta para el disco. Corta, ajustada y te golpea en la cara". "Poison Girl" se escribió sobre una chica específica en la vida de Valo y sobre "cómo puedes destruir algo tan hermoso". "Join Me in Death" fue el primer sencillo elegido del álbum y fue escrito en la época del lanzamiento de Greatest Lovesongs Vol. 666. Valo continuó trabajando en la canción durante aproximadamente dos años, y tomó influencia de la música de los 80 y del álbum Isola de Kent. Líricamente, la canción se inspiró en Romeo y Julieta, así como en "(Don't Fear) The Reaper" de Blue Öyster Cult, y habla de "hasta dónde estás dispuesto a llegar por alguien a quien quieres".
Según Valo, "Join Me in Death" fue también la primera canción en presentar "esa naturaleza cursi y de lengua en la mejilla, que faltaba en el primer álbum". La división británica de BMG inicialmente se negó a lanzar el álbum temiendo que "Join Me in Death" arruinaría el resto del álbum.me
"Right Here in My Arms" y "Resurrection" se escribieron aproximadamente al mismo tiempo que Valo estaba trabajando en "Join Me in Death", por lo que ambos conservan la misma influencia de los 80. "Gone with the Sin" fue señalado por Valo como uno de sus favoritos del álbum, llamándolo "una simple canción de amor", líricamente, la canción se inspiró en una relación de Valo, en la que "ambos participantes no lo estaban haciendo tan bien". Valo describió "Razorblade Kiss" como el "tributo de HIM a Kiss y al rock'n'roll" y "Bury Me Deep Inside Your Heart" como "Depeche Mode se encuentra con Roxette". La línea de bajo de "Heaven Tonight" hace uso de un pedal wah-wah, que fue tocado por Valo. Según Valo, el cielo en la letra simboliza algo feliz sucediendo"."Death Is in Love with Us" (La muerte está enamorada de nosotros) descrito por Valo como un "himno gótico" y fue considerado para la apertura del álbum. "One Last Time" se escribió con la idea de tener un final más feliz para el disco. Para las ediciones internacionales del álbum, HIM también volvió a grabar las canciones "Your Sweet 666" y "Wicked Game" de su álbum debut, así como "Stigmata Diaboli" del EP 666 Ways to Love: Prologue, que fue retitulado "Sigillum Diaboli".

## Personal
HIM
Ville Valo - voz principal
Mikko Lindström "Linde" - guitarra
Mikko "Mige Amour" Paananen - bajo
Jussi-Mikko Salminen "Juska" - teclados
Mika "Gas Lipstick" Karppinen - batería

Producción:
John Fryer: producción, ingeniería, mezcla
George Marino - masterización
Jouko Lehtola - fotografía
Tanja Savolainen - maquillaje
Janne Uotila - artwork
- Datos: Q26077